# جتال بيكار
جتال بيكار (بالتركية: Çatalpınar)‏ هي بلدة ومُديريَّة تقع في ولاية أردو بتركيا. تصل مساحتها إلى 47.1 كم²، وترتفع عن سطح البحر حوالي 22 م.